# NCK1
NCK1 (англ. NCK adaptor protein 1) – білок, який кодується однойменним геном, розташованим у людей на короткому плечі 3-ї хромосоми.  Довжина поліпептидного ланцюга білка становить 377 амінокислот, а молекулярна маса — 42 864.
| 10         |  | 20         |  | 30         |  | 40         |  | 50         |
| ---------- |  | ---------- |  | ---------- |  | ---------- |  | ---------- |
| MAEEVVVVAK |  | FDYVAQQEQE |  | LDIKKNERLW |  | LLDDSKSWWR |  | VRNSMNKTGF |
| VPSNYVERKN |  | SARKASIVKN |  | LKDTLGIGKV |  | KRKPSVPDSA |  | SPADDSFVDP |
| GERLYDLNMP |  | AYVKFNYMAE |  | REDELSLIKG |  | TKVIVMEKCS |  | DGWWRGSYNG |
| QVGWFPSNYV |  | TEEGDSPLGD |  | HVGSLSEKLA |  | AVVNNLNTGQ |  | VLHVVQALYP |
| FSSSNDEELN |  | FEKGDVMDVI |  | EKPENDPEWW |  | KCRKINGMVG |  | LVPKNYVTVM |
| QNNPLTSGLE |  | PSPPQCDYIR |  | PSLTGKFAGN |  | PWYYGKVTRH |  | QAEMALNERG |
| HEGDFLIRDS |  | ESSPNDFSVS |  | LKAQGKNKHF |  | KVQLKETVYC |  | IGQRKFSTME |
| ELVEHYKKAP |  | IFTSEQGEKL |  | YLVKHLS    |  |            |  |            |

A: Аланін

C: Цистеїн

D: Аспарагінова кислота

E: Глутамінова кислота

F: Фенілаланін

G: Гліцин

H: Гістидин

I: Ізолейцин

K: Лізин

L: Лейцин

M: Метіонін

N: Аспарагін

P: Пролін

Q: Глутамін

R: Аргінін

S: Серин

T: Треонін

V: Валін

W: Триптофан

Кодований геном білок за функцією належить до фосфопротеїнів. 
Задіяний у таких біологічних процесах як регуляція трансляції, поліморфізм, ацетиляція, альтернативний сплайсинг. 
Локалізований у цитоплазмі, ядрі, ендоплазматичному ретикулумі.